# Ferndale (California)
Ferndale è una città degli Stati Uniti d'America situata nella Contea di Humboldt, nello Stato della California.